# Jordi Lluch i Arenas
Jordi Lluch i Arenas (Mataró, 1967) és un músic català. És llicenciat en Filologia Catalana. Ha estudiat piano, composició i instrumentació als conservatoris de Badalona i Barcelona. És fundador i director de l'Escola Municipal de Música l'Oriola, de Sant Vicenç de Montalt, on viu actualment. Ha exercit també de professor de Pedagogia de la Música a l'ESMUC. Actualment dirigeix la Coral Regina de Manlleu, la Coral Belles Arts de Sabadell i el Cor Ciutat de Mataró, del qual és fundador. És un dels directors de les Santes de Mataró. Ha enregistrat la música i els cants d'Els Pastorets de Mataró, el CD Les set paraules de Crist a la Creu, de Cristòfor Taltabull, i el disc del projecte solidari Cantem Àfrica, del qual és responsable musical.